# Angela Carter
Angela Carter   (Eastbourne, 7 de maig de 1940 - Londres, 16 de febrer de 1992) va ser una novel·lista i periodista anglesa, reconeguda per les seves obres feministes, de realisme màgic i de picaresca. En destaquen particularment les narracions The Bloody Chamber and Other Stories (1979) i per la novel·la Nights at the Circus (1984), que el 2012 va ser escollida la millor entre les guanyadores del Premi Memorial James Tait.
Tractà de temes contemporanis amb tècniques pròpies de la ciència-ficció o la novel·la gòtica, i sovint emprà recursos de la psicoanàlisi.
En català l'editorial Comanegra ha publicat una selecció dels seus contes, traduïts per Martí Sales.

## Obres de Ficció
Aquí es presenten algunes de les obres més rellevants per una versió detallada es recomana consultar la seva fixa a la Internet Speculative Fiction Database ISFD
- Shadow Dance (1966)
- The Magic Toyshop (1967)
- The Infernal Desire Machines of Doctor Hoffman (1973)
- Heroes and Villains (1969)
- The Passion of the New Eve (1977)
- Wise Children (1991)

Va escriure també el guió de la pel·lícula En companyia de llops, que va ser dirigida per Neil Jordan.

## Bases de dades especialitzades
- Third Edition of the Encyclopedia of Science Fiction - BB.DD. de CF en anglès.
- Internet Speculative Fiction Database - BB.DD. de CF en anglès.
- Science Fiction Awards Database - BB.DD. de CF en anglès.
- Terminus Trantor - BB.DD. de CF en castellà
- Worlds Without End - Escriptores de CF en anglès.
- Catàleg Arxivat 2009-04-02 a Wayback Machine. de la Biblioteca Nacional de Catalunya.